# 格萊薩克瑟市鎮
格萊薩克瑟市鎮（丹麥語：Gladsaxe Kommune）是丹麥的一個市鎮，位於西蘭島東北部、哥本哈根以西。屬首都大区。面25平方公里，2009年人口63,233人。行政中心为布津厄。